# Caspar Eric
Caspar Eric (født 9. maj 1987) er en dansk digter. Er cand.mag. i litteraturvidenskab fra Københavns Universitet og er tidligere elev på Testrup Højskole.
Eric debuterede med digtsamlingen 7/11, der udkom på Gyldendal i 2014. Inden det havde han gennem 10'erne slået sit navn fast som internetdigter på en lang række blogs, og havde også udgivet forskellige små undergrundsudgivelser i både Norge og Danmark. Blandt andet jegtænkerpådetværelsejegharsometanalogtinternet (2012), der bestod af ca. 100 digte på kun ét ord, udgivet på det norske forlag AFV Press.
Han medvirkede i Jørgen Leths digterportrætfilm Lyrikporten – 28 danske digtere (2016) med blandt andre Peter Laugesen, Klaus Høeck og Henrik Nordbrandt, samt mere jævnaldrende digterkollegaer som Olga Ravn og Asta Olivia Nordenhof.
I 2017 debuterede han som dramatiker med stykket #Amlet, der blev opført på Aarhus Teater. Han har derudover virket som oversætter af værker af blandt andre amerikanske Tao Lin og Ocean Vuong.
Caspar Eric stod bag udvalget af Michael Strunges poesi med titlen Min krop er tung af drøm (2018). Samlingen udkom på Gyldendal i 2018, samme år som Michael Strunge ville være fyldt 60.
I 2019 udgav Eric albummet Når jorden rammer med Mikkel Grevsen under navnet Intet Altid.
Han modtog i 2017 Statens Kunstfonds 3-årige arbejdsstipendium.

## Udgivelser

#### Poesi
- 7/11, Gyldendal, 2014 (14/8)[4]
- Sarah Jessica Parker 2 (sammen med Kristian Karl), AFV Press 2014 (6/9)[5]
- Nike, Gyldendal, 2015 (13/8)[6]
- Avatar, Gyldendal, 2017 (19/1)[7]
- Alt hvad du ejer, Gyldendal, 2018 (17/8)[8]
- Jeg vil ikke tilbage, Gyldendal, 2020[4]
- Vi kan gøre meget, Gyldendal, 2021[4]
- Nye balancer, Gyldendal, 2023[4]

#### Dramatik
- #Amlet, 2017 (opsætning: Aarhus Teater 1.-30. september 2017[9])

#### Blogs
- Fragmenter mod et kulturelt arkiv (ukendt udgivelsesperiode, indhold slettet 25. oktober 2013): https://caspareric.wordpress.com/
- Dage i vores liv (udgivet i perioden januar 2014- juli 2016): https://dageivoresliv.tumblr.com/
- Really just a sentence a day (udgivet i perioden juli 2016- februar 2017): https://reallyjustasentenceaday.tumblr.com/ Arkiveret 12. februar 2020 hos  Wayback Machine
- Dagbog fra dage med Covid-19 (udgivet 15. marts - stadig aktiv): https://covid19digte.tumblr.com/

### Oversættelser
- Mira Gonzalez: Jeg bliver aldrig smuk nok til at gøre os smukke sammen, Kronstork, 2015
- Tao Lin: At stjæle fra American Apparel, Forlaget Korridor, 2016
- Ocean Vuong: Vi er kortvarigt smukke her på jorden, C&K, 2020
- Ocean Vuong: Tiden er en mor, C&K, 2022

### Diskografi

#### Album
- Når nogen rammer jorden, Intet Altid, Tambourhinoceros, udgivet 13/9 2019[10]

#### Singler
Fra Når jorden rammer:
- "Carina II"
- "Éduard Levé"
- "Til havet"

## Priser

### Tildelinger
- Bodil og Jørgen Much-Christensens Kulturlegat 2015 for 7/11 (Tale ved Anne-Marie Mai)[11]
- Michael Strunge-prisen 2015 for Nike[12]
- Albert Dams Mindelegat 2016
- Jan Sonnergaards Mindelegat 2017
- Helene Elsass Prisen 2022[13]
- Prins Henrik Prisen 2023[14]

### Nomineringer
- Bogforums Debutantpris 2014 for 7/11[15]
- Politikens litteraturpris 2015 for Nike
- Læsernes Bogpris 2022 for Vi kan gøre meget
- Jyllands-Postens skønlitterære pris 2023 for Nye Balancer[16]